# Friedrich Zander
Friedrich Zander, Fridrich Arturovitj Tsander (lettiska Frīdrihs Canders, ryska Фридрих Артурович Цандер), född 23 augusti 1887 i Riga, guvernementet Livland, Ryssland, död 28 mars 1933, balttysk-sovjetisk raket- och rymdpionjär. Han konstruerade den första bränsledrivna raketen som avfyrades i Sovjetunionen och gjorde många viktiga teoretiska framsteg rörande rymdfärder. 
Zander utbildade sig till ingenjör och fascinerades av Konstantin Tsiolkovskijs arbeten och idéer. Zander var framförallt fascinerad över idén om att resa till mars och räknade ut vad som krävdes för att ta sig dit. 1908 publicerade han sitt första arbete rörande problemen med att resa i rymden. 1924 grundades han tillsammans med Jurij Kondratjuk och Tsiolkovskij Society for Studies of Interplanetary Travel. 
1930 gavs två grupper uppdraget att tillverka och testa bränsledrivna raketer med jetdrift. Zander ledde den ena och Valentin Glusjko den andra. 1931 var Zander med och grundade GIRD tillsammans med bland andra Sergej Koroljov. Zander konstruerade gruppens första framgångsrika raket, GIRD-X, som lyfte 25 november 1933. Zander hann inte uppleva framgången då han avled i tyfus i mars samma år. 
En krater på månen bär hans namn och Lettlands vetenskapsakademi ger ut priser i fysik och matematik till hans ära. 